# Sumacàrcer
Sumacàrcer (spanisch Sumacárcel) ist eine Gemeinde (Municipio) mit 1.042 Einwohnern (Stand: 2024) in der spanischen Provinz Valencia. Sie befindet sich in der Comarca Ribera Alta.

## Geografie
Sumacàrcer liegt etwa 60 Kilometer südsüdwestlich von Valencia in einer Höhe von ca. 45 m. Der Río Júcar (valencianisch: Xúquer) begrenzt die Gemeinde im Osten. 

## Demografie
| 1900 | 1930 | 1950 | 1970 | 1981 | 1991 | 2001 | 2011 | 2021 |
| ---- | ---- | ---- | ---- | ---- | ---- | ---- | ---- | ---- |
| 988  | 1455 | 1567 | 1586 | 1397 | 1370 | 1377 | 1255 | 1072 |

## Sehenswürdigkeiten
- Burgruine von Penya-roja
- Antonius-und-Nikolaus-Kirche
- Christuskapelle
- Herrenhaus der Grafen von Orgaz

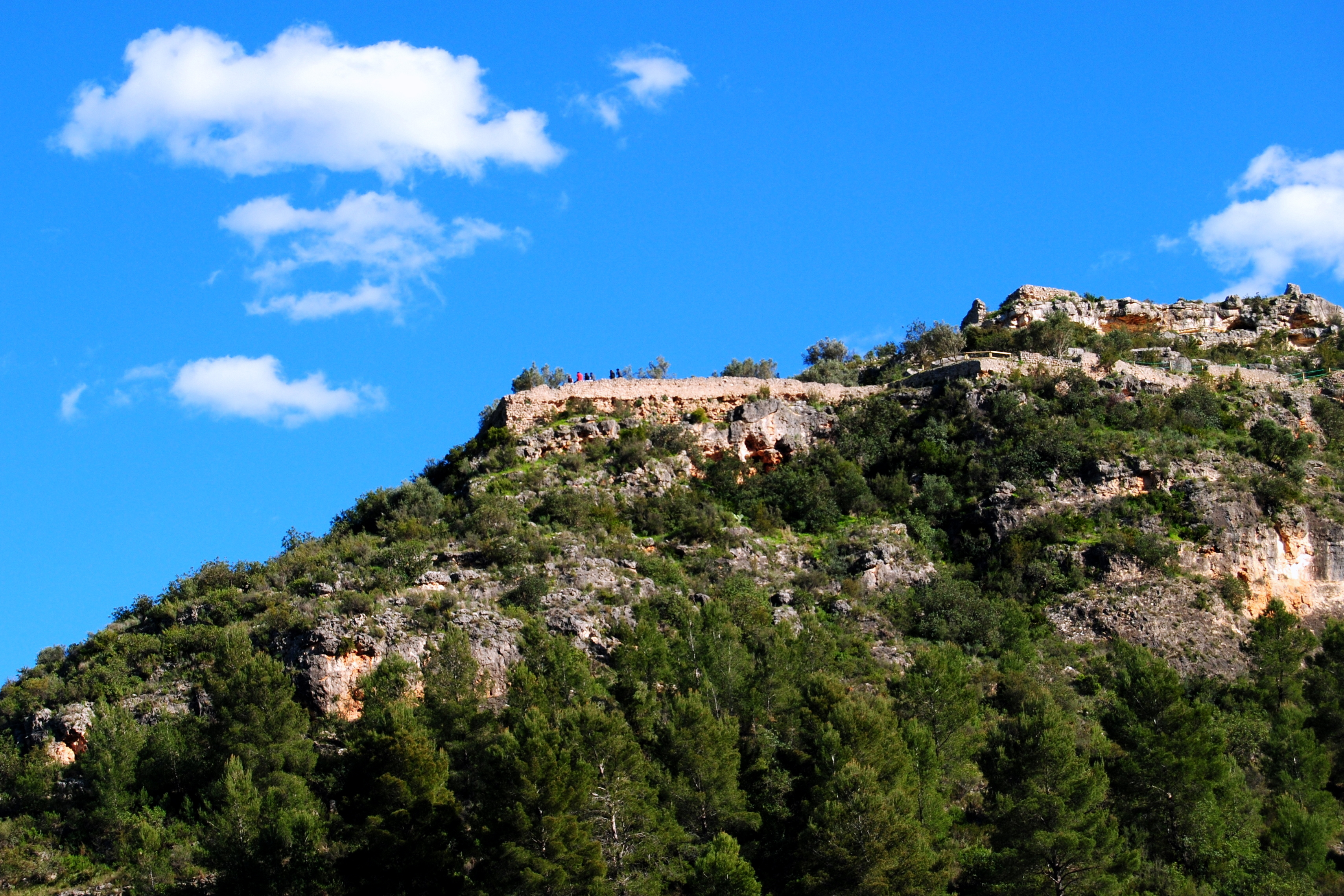
Burgruine